# Ernests Brastiņš
Ernests Brastiņš (* 19. März 1892 in Lielstraupe; † 28. Januar 1942 in der Sowjetunion) war ein lettischer Kunsthistoriker und Archäologe, der die neuheidnische Religion Dievturi gründete. Seine wissenschaftlichen Forschungen werden heute oft als spekulativ und unwissenschaftlich beurteilt.

## Leben
Brastiņš studierte von 1911 bis 1916 an der Stieglitz Kunsthochschule in Sankt Petersburg. Während des Ersten Weltkriegs beteiligte er sich am lettischen Unabhängigkeitskrieg. Nachdem er 1921 Direktor des Kriegsmuseums in Riga wurde, erforschte er mehrere prähistorische Hügelgräber und sammelte auch die mit diesen verbundenen Volkssagen. Seine Forschungsergebnisse veröffentlichte er 1923 bis 1930 in dem vierbändigen Werk Latvijas pilskalni. Nach dem Einmarsch der Sowjets in Lettland im Jahre 1940 wurde er verhaftet, deportiert und im Dezember 1941 zum Tode verurteilt. Einen Monat später, am 28. Januar 1942 wurde er hingerichtet.

## Schriften
- Cerokslis: Dievturības katēchisms. ASV Latvju dievtuŗu sadraudze, Čikāga 1966.
- Latvju Dievadziesmas. ASV Latvju dievtuŗu sadraudze, Čikāga 1980.
- Latvju tikumu dziesmas. Zvaigzne ABC, Rīga 1996, ISBN 9984-560-27-9.
- Gadskārtas dziesmas. Latvju dievtuŗu draudze, Rīga 1929.
- Mūsu dievestības tūkstošgadīgā apkarošana. Junda, Rīga 1994, ISBN 9984-01-007-4.
- Tautai. Dievam. Tēvzemei. Zvaigzne, Rīga 1993. ISBN 5-405-01293-9.
- Latvijas pilskalni. 1. sējums Kuršu zeme. Rīga 1923.
- Latvijas pilskalni. 2. sējums Zemgale un Augšzeme. Rīga 1926.
- Latvijas pilskalni. 3. sējums Latgale. Pieminekļu Valde, Rīga 1928.
- Latvijas pilskalni. 4. sējums Vidzeme. Rīga 1930.
- Beverīnas pilsvieta. Zinātne, Rīga 1992, ISBN 5-7966-0928-9.
- Daiļā sēta. Rīga 1926.
- Latvija, viņas dzīve un kultūra. Antēra, Rīga 2007, ISBN 978-9984-719-47-4.
- Latvju rakstu kompozīcija. Latvju dievturu draudze, Rīga 1978.